# Ломя
Ломя е река в Северна България, Дунавската равнина, област Ловеч – община Летница, област Велико Търново – общини Сухиндол и Павликени и Област Плевен – община Левски, десен приток на река Осъм. Дължината ѝ е 38 km.
Река Ломя извира от източната част на Деветашкото плато, на 400 m н.в., южно от село Горско Сливово, община Летница, точно там където се събират границите на трите области Ловеч, Габрово и Велико Търново. До язовир „Ломя" протича на североизток в каньоновидна долина, като в този си участък служи за граница между Ловешка и Великотърновска области. След изтичането си от язовира навлиза в Дунавската равнина, като долината ѝ става широка. След село Бутово постепенно завива на северозапад, навлиза в Плевенска област и се влива отдясно в река Осъм на 58 m н.в., източно от град Левски
Площта на водосборния басейн на Ломя е 170 km2, което представлява 6,0% от водосборния басейн на река Осъм.
По течението на Ломя са разположени 2 села:
- в област Велико Търново, община Павликени – село Бутово;
- в област Плевен, община Левски – село Варана.

Водите на реката почти на 100% се използват за напояване. По Ломя в горното ѝ течение е изграден язовир „Ломя", а в най-долното ѝ течение, след село Варана част от водите ѝ се отклоняват в напоителни канали и реката достига до устието си единствено през пролетта.

## Топографска карта
- Лист от карта K-35-27. Мащаб: 1 : 100 000.
- Лист от карта K-35-15. Мащаб: 1 : 100 000.